# Belgisch Dagblad
Het Belgisch dagblad was een Belgisch Nederlandstalig dagblad.

## Geschiedenis
Tijdens de Eerste Wereldoorlog verbleven veel Belgen in het neutrale Nederland. Onder hen waren dezelfde scheidingen merkbaar als voor de oorlog in België.
Het Belgisch Dagblad was een patriottisch Belgisch blad, in tegenstelling tot het Vlaamsgezinde De Vlaamsche Stem, uitgegeven door Belgen en voor Belgen in Den Haag van 15 september 1915 tot december 1918.
De politieke leider van het blad was de Antwerpse socialistische volksvertegenwoordiger Modeste Terwagne en na hem de ambtenaar bij de spoorwegen Léonce du Castillon (1869-1941).
Ook al noemde het zich 'het enige Vlaamsch dagblad in Nederland' (nadat De Vlaamsche Stem in 1916 verdwenen was), het was wel de spreekbuis van de Ligue patriotique flamande, die nationalistisch-Belgisch was. De gematigde Vlamingen, die loyaal stonden tegenover België, werden in die krant nogal gemakkelijk als collaborateurs en activisten uitgescholden. Vooral du Castillon kwam op tegen de groep rond Frans Van Cauwelaert en verweet ze separatist te zijn. Van Cauwelaert antwoordde door de krant te beschrijven als het voornaamste orgaan van de Fransgezinde bende.
Net zoals Le XXe siècle in Le Havre en Het Vaderland in Parijs ondersteunde Het Belgisch Dagblad de Belgische regering De Broqueville gevestigd in Sainte-Adresse bij Le Havre, en werd wederkerig door haar gesteund, onder meer door een ruime verspreiding achter het front mogelijk te maken.

## Historisch document
- Digitaal archief Belgisch Dagblad; Het Archief